# 여후효
여후효(餘後效,(獨) Nachwirkung)은 단체계약이 유효기간의 만료 등에 의하여 그 효력이 상실되었으나 새로운 단체계약이 체결되지 못한 경우에 구단체계약에 의해 규율되었던 내용이 잠시 유효하다는 법리이다.

## 적용 사례
- 부동산 중개업자
- 프랜차이즈 계약에 있어서 경업 금지의무
- 의사 변호사 등 전문가가 지는 수비의무